# 曹国安
曹國安（1900年12月17日—1937年?），原名於德俊，字哲名，曾用名於學韜，吉林省永吉縣大綏河區大乾溝於屯人。著名抗日英雄，東北抗日聯軍第一軍主要將領之一，與楊靖宇是親密戰友。曹國安有六個哥哥兩個姐姐，父親務農，幼年喪母由姊姊照顧長大。家境貧寒，但曹國安勤奮好學，曾就讀吉林省立第一師範學校，於1924年畢業，後考入山東軍政大學，並於北平鏡文學院完成學業。五四運動後，他受到馬克思列寧主義思想影響，積極投身革命。九一八事變後，面對日軍侵略，他加入中國共產黨，參與抗日救國運動。1933年，曹國安與戰友組織迫擊炮連起義，成功加入南滿抗日游擊隊，後升任中國工農紅軍第三十二軍南滿游擊隊迫擊炮大隊長。此後，他多次領導軍隊在南滿地區與日軍激戰，屢立戰功。1934年，他出任東北人民革命軍第一軍第二師師長兼政委，1936年改編為東北抗日聯軍後，繼續率領部隊奮戰，攻克多處敵軍據點，對日偽軍造成重大打擊。1937年初，曹國安在臨江七道溝伏擊戰中身負重傷，壯烈犧牲，享年37歲。

## 生平

### 早年生活與求學經歷
1900年12月17日，曹國安出生於吉林省永吉縣大綏河區大花溝子屯的一個農民家庭。父親是一位農民，家庭貧困，他自幼喪母，由姐姐照料長大。少年時期的曹國安生活艱難，冬天沒有棉衣穿，只能早早開始為人放豬賺取生活費用，因此無法按時上學。13歲時，他的父親將他送入本屯徐老先生的私塾學習，曹國安勤奮好學，成績優異。然而，由於家庭無力負擔進一步的學習費用，他不得不輟學在家務農。1919年，20歲的曹國安因家庭條件稍有好轉，並在親戚的支持下，進入吉林省立第一師範學校學習，於1924年冬天順利畢業。為了籌集考大學的費用，他曾在吉林第一中學擔任了半年數學教師。1925年秋，他考入山東軍政大學學習，1928年又轉入北平毓文學院，插班就讀二年級。在求學期間，曹國安受到“五四運動”進步思想的啟迪，閱讀了《新青年》《向導》等革命刊物，逐漸接受了馬克思主義思想，並積極參與反帝反封建的學生運動。1930年，他自毓文學院畢業後，曾化名於學韜，任職於綏遠軍參謀長。然而，他對中國國民黨反動統治不滿，並策劃起義，因此遭到特務監視，不得不潛回北平。早年生活與求學經歷

### 南滿起義與游擊戰爭
1933年，曹國安憑藉其深厚的軍事素養和領導才能，成功滲透至偽鐵道警備第五旅十四團迫擊炮連。在這一過程中，他以結義兄弟的方式團結士兵，通過講述民族英雄的故事和分析國家形勢，喚起士兵們的愛國熱情。短短數月，他便將偽軍中的不滿情緒轉化為抗日力量。同年，曹國安精心策劃了一場起義。在他和夥伴們的周密安排下，偽連長及其親信被迅速控制，全連一百多名士兵參加起義，並帶著大量武器彈藥成功突圍。這次起義不僅是一次軍事上的成功，更是抗日武裝力量的重要壯大，為南滿游擊區的發展發揮至關重要的作用。南滿起義後，曹國安所領導的隊伍迅速編入中國工農紅軍第三十二軍南滿游擊隊。他以出色的指揮才能，多次在敵我力量懸殊的情況下取得勝利。1934年，南滿游擊隊擴編為東北人民革命軍第一軍獨立師，曹國安任三團政委。他帶領部隊屢次擊潰日偽軍，包括伏擊日軍汽車隊、殲滅敵軍、繳獲大批武器裝備等。例如，在通化到山城鎮的伏擊中，他率部摧毀日軍11輛汽車，擊斃一名日軍大佐及數名指揮官，繳獲大量武器；在桓仁縣八寶溝的戰鬥中，他打死打傷二十餘名敵軍，繳獲部分槍支彈藥，極大緩解了部隊的供應困難。在極其艱苦的條件下，曹國安展現韌性與智慧。他善於利用地形和氣候，採取靈活的游擊戰術，不僅有效打擊了敵軍，還保護了游擊區內的士兵。他指揮的戰鬥多次讓日軍膽寒，為東北抗日聯軍的壯大做出了不可磨滅的貢獻。

### 壯烈犧牲
1936年12月，曹國安率部增援抗聯第六師，並在臨江縣十二道溝的戰鬥中成功擊退日偽軍。然而，12月21日，敵軍再次集結追擊，曹國安率部設伏作戰。在激烈的戰鬥中，不幸背部中彈，倒下去他又捂著胸口坐起來，命令道：「掉過一挺機槍，狠打背后竄上來的敵人！」仍堅持指揮部隊，最終因失血過多壯烈犧牲，年僅36歲。一九八五年九月，渾江市人民政府在六道溝鎮七道溝村東的山上，建立了「東北抗日聯軍第一軍第二師師長兼政委曹國安將軍殉國地」紀念碑，以示後人，緬懷先烈。

## 外部參考
3.抗日戰爭與近代中日關係平台，〈東北抗日殉道者傳第1輯〉，截取日期2025年1月11日 （页面存档备份，存于）